# Les Oluges
Les Oluges és un municipi de la comarca de la Segarra, situat a banda i banda de la vall alta de la ribera del Riu Sió. El poble està coronat pel castell d'Oluja que formà part al segle xi de la marca de Berga, dins el comtat de Cerdanya. Al segle xiv els senyors del castell eren la família Oluja. El 1433 passà a ésser del veïnatge de Cervera. Hom hi parla la modalitat del català dita xipella. Els conreus de secà ocupen gairebé tot el terme, predominant (ordi i blat), seguits per les oliveres, els ametllers i la vinya, la qual havia tingut gran importància abans de la crisi de la fil·loxera. La ramaderia i l'avicultura complementen l'economia.
| Entitat de població | Habitants (2023) |
| les Oluges          | 117              |
| Santa Fe            | 29               |
| Montfalcó Murallat  | 18               |
| Font: Idescat       |                  |

## Geografia
- Llista de topònims de les Oluges (Orografia: muntanyes, serres, collades, indrets..; hidrografia: rius, fonts...; edificis: cases, masies, esglésies, etc)

## Demografia
| 1497 f | 1515 f | 1553 f | 1717 | 1787 | 1857 | 1877 | 1887 | 1900 | 1910 |
| ------ | ------ | ------ | ---- | ---- | ---- | ---- | ---- | ---- | ---- |
| 40     | 41     | 38     | 136  | 197  | 889  | 735  | 761  | 520  | 514  |

| 1920 | 1930 | 1940 | 1950 | 1960 | 1970 | 1981 | 1990 | 1992 | 1994 |
| ---- | ---- | ---- | ---- | ---- | ---- | ---- | ---- | ---- | ---- |
| 691  | 598  | 560  | 550  | 404  | 327  | 288  | 227  | 213  | 213  |

| 1996 | 1998 | 2000 | 2002 | 2004 | 2006 | 2008 | 2010 | 2012 | 2014 |
| ---- | ---- | ---- | ---- | ---- | ---- | ---- | ---- | ---- | ---- |
| 195  | 192  | 187  | 180  | 181  | 174  | 186  | 176  | 167  | 158  |

| 2016 | 2018 | 2020 | 2022 | 2024 | 2026 | 2028 | 2030 | 2032 | 2034 |
| ---- | ---- | ---- | ---- | ---- | ---- | ---- | ---- | ---- | ---- |
| 152  | 172  | 171  | 166  | 167  | -    | -    | -    | -    | -    |

## Patrimoni i monuments
- Sant Pere de Montfalcó Murallat
- Santa Maria de les Oluges